# 15時17分、パリ行き
『15時17分、パリ行き』（The 15:17 to Paris）は、2018年のアメリカ合衆国の伝記映画。2015年8月21日に高速鉄道タリス内で発生したタリス銃乱射事件と事件に立ち向かった3人の若者を描く。監督は、クリント・イーストウッド。主演の3人は、実際にタリス銃乱射事件に巻き込まれた3人を本人役として起用している。キャッチコピーは『その時、3人の若者が乗ったのは運命の列車だった。』。

## キャスト
※括弧内は日本語吹替
- スペンサー・ストーン（英語版） - 本人（四宮豪）
- アンソニー・サドラー（英語版） - 本人（関雄）
- アレク・スカラトス（英語版） - 本人（岩田翼）
- ジョイス・エスケル - ジュディ・グリア（魏涼子）： スペンサーの母。
- ハイディ・スカラトス - ジェナ・フィッシャー（斉藤梨絵）： アレクの母。
- アイユーブ・ハッザーニ - レイ・コラサーニ： 銃乱射事件の犯人。
- マーク・ムーガリアン - 本人： 列車の乗客。
- イザベラ・リサチャー・ムーガリアン - 本人： 列車の乗客。マークの妻。
- クリス・ノーマン - 本人： 列車の乗客。
- ヘンリー先生 - P・J・バーン
- コーチ・マーリー - トニー・ヘイル
- マイケル・エイカーズ校長 - トーマス・レノン
- 少年時代のスペンサー - ウィリアム・ジェニングズ
- 少年時代のアンソニー - ポール＝ミケル・ウィリアムズ
- 少年時代のアレク - ブライス・ガイザー
- リサ - アリサ・アラパッチ (竹内恵美子)

## スタッフ
- 監督 - クリント・イーストウッド
- 脚本 - ドロシー・ブライスカル
- 製作 - ジェシカ・メイヤー、ティム・ムーア、クリスティナ・リヴェラ、クリント・イーストウッド
- 製作総指揮 - ブルース・バーマン
- 音楽 - クリスチャン・ジェイコブ、トーマス・ニューマン
- 撮影 - トム・スターン
- 編集 - ブル・マーリー

## 製作
2017年4月20日、クリント･イーストウッドが本作の監督に起用されたという報道があった。6月21日、イーストウッドがカイル・ガルナー、ジェレミー・ハリス、アレクサンダー・ルドウィグの3人を主役に起用する意向だと報じられた。しかし、7月11日、イーストウッドが主役3人を本人たちに演じさせるという前代未聞の決断を下した。13日、トニー・ヘイルとトーマス･レノンのキャスト入りが発表された。本作の主要撮影は同月中に始まった。8月1日、シンカ・ウォールズが本作に出演すると報じられた。

## 公開
本作は第90回アカデミー賞へのノミネート資格を得るために2017年中に公開されると予想されていたが、実際の全米公開日は2018年2月9日となった。
当初、MPAAは「暴力及び流血描写が多数ある」という理由でR指定（17歳未満の観賞は保護者の同伴が必要）としたが、イーストウッドとワーナー・ブラザース映画はこの決定に抗議した。両者には、より幅広い層の観客に本作を鑑賞してもらいたいという思いがあったのだという。その結果、MPAAは本作をPG-13指定（12歳以下の子供の観賞については、保護者の厳重な注意が必要）とした。

## 興行収入
本作は『ピーターラビット』及び『フィフティ・シェイズ・フリード』と同じ週に公開され、公開初週末に1650万ドル前後を稼ぎ出すと予想されていたが、実際の数字はそれを下回るものとなった。2018年2月9日、本作は全米3042館で公開され、公開初週末に1255万ドルを稼ぎ出し、週末興行収入ランキング初登場3位となった。

## 評価
本作は批評家から酷評の声が多い。Rotten Tomatoesでは映画批評家が23%の支持評価、また平均評価は10点中4.2点となった。
ヒューストン映画批評家協会賞では最低作品賞にノミネートされた。